# João Paulo Barreto
João Paulo Lima Barreto, ou, João Paulo Tukano (nascido em Alto Rio Negro, Amazonas), é um ativista indígena do povo Ye'pamahsã (Tukano), antropólogo e professor na Universidade Federal do Amazonas (UFAM). Foi o primeiro indígena a defender o doutorado em Antropologia pela UFAM. Ele nasceu na comunidade São Domingos, na região norte do Brasil.  
Barreto trabalhou no ensino fundamental e superior e também em organizações indígenas do Amazonas .  
Ele foi o idealizador e co-fundador do Centro de Medicina Indígena da Amazônia, uma clínica criada em 2017 especificamente para servir o povo indígena.

## Biografia e formação educacional
Filho de Ovídio Barreto, um Kumu, ou seja, um especialista indígena Tukano, que pertencia a várias gerações de membros de uma família de Kumuã, quer dizer, de várias pessoas que atuavam como Kumu em seu povo, João Paulo teve sua formação educacional forjada dentro do contexto cultural multiétnico do Alto Rio Negro.
Neste contexto, ele teve uma educação rica e plural reunindo o sistema de conhecimentos produzidos pelo povo Tukano, incluindo a medicina indígena Tukano, e o do ensino formal estabelecido pela sociedade não-indígena, João Paulo Barreto estudou Filosofia na Universidade Federal do Amazonas (UFAM). 
Após concluir sua graduação, ele se tornou mestre (2018) e doutor (2021) em Antropologia social na mesma Universidade Federal do Amazonas (UFAM).  

## Pensamento

### Etnologia da cultura e medicina Tukano
De acordo com Barreto, a cultura medicinal dos Tukanos é mal representada na mídia, especialmente na sociedade não-indígena. Muitas pessoas acham que a medicina indígena é apenas imaginária, e não teria base na realidade. O conhecimento dos indígenas é muito diferente do conhecimento que as pessoas aprendem nas universidades convencionais, mais ainda é importante. O conhecimento indígena sobre o mundo é organizado em três reinos: vegetal, animal, e mineral. Este forma de organização do saber tem influência nas práticas indígenas de medicina.
As pessoas das comunidades indígenas acreditam nas Waimahsã, os humanos invisíveis que habitam todo o mundo e que são responsáveis pelas dores musculares e de cabeça. Os Kumuã comunicam-se e dialogam com esses espíritos, usando o poder recebido por seus pais, tios e avós. Os Bahsese incorporam a influência das Waimahsã e o uso de plantas medicinais para medicar aos pacientes de uma maneira natural.
Um aspecto dessa medicina é a comunicação com às Waimahsã e à natureza, porque eles acreditam que a doença muitas vezes é a causa das relações maléficas com os Waimahsã. Esta maneira de comunicação se chama Wetidarero, e se usa nos momentos vulneráveis e quando uma pessoa está num lugar novo. Também a medicina trabalha com o alimento, e a comida que causa doença. Outra causa da doença, de acordo com tais práticas indígenas, são as agressões interpessoais, especialmente a feitiçaria. Isto se pode curar com o conhecimento de especialistas que trabalham com esse tipo de doença.

## Bahserikowi’i, o Centro de Medicina Indígena da Amazônia
Inspirado pelas suas experiências com os hospitais ocidentais, Barreto decidiu criar uma clínica especificamente para servir ao povo indígena. No ano 2017, inaugurou o Centro de Medicina Indígena da Amazônia, também conhecido como Bahserikowi’i em Manaus. 

O centro funciona como clínica ou hospital, mas em lugar de usar métodos de tratamento ocidentais, os remédios oferecidos baseiam-se em tradições indígenas. Especialistas indígenas da região Alto Rio Negro, conhecidas como os Kumuã, usam o conhecimento de Bahese (“benzimento” na língua Tukano) para aliviar as enfermidades como reumatismo, dores musculares, diabetes, insônia, colesterol alto e depressão .
“O objetivo deste espaço é formar uma política diferenciada de saúde a partir de nosso conhecimento indígena e dar uma opção natural de tratamento de saúde e contrapor a dependência química”, explica Barreto.
O Bahserikowi’i também serve como centro cultural, oferecendo cursos de aprendizado de línguas indígenas como Tukano, Baniwá, Tikuna e Sateré, assim como cursos de cosmologia indígena.

## Ativismo
O ativismo de João Paulo Tukano se focaliza na justiça médica para os indígenas. Muitas pessoas Tukanos não têm acesso à medicina convencional, e a medicina convencional que sim tem não incorpora métodos indígenas, fazendo que algumas doenças sejam curadas com procedimentos drásticos. Por exemplo, uma pessoa teve uma picada de cobra, e eventualmente os médicos amputaram a sua perna. De acordo com Barreto, não era preciso fazer isso, e a medicina indígena teria curado a picada sem ter que amputar a perna. Tukano trabalha para incorporar mais a medicina tradicional junto as comunidades indígenas.

## Premiações

### Prêmio Capes de Tese
Em agosto de 2022, a CAPES reconheceu João Paulo L. Barreto Tukano como ganhador do Prêmio Capes de Tese para a área de Antropologia, em virtude de sua tese de doutorado ser avaliada como a melhor do ano de 2021, tendo concorrido com outras mais de 40 teses produzidas por antropólogos doutores de todo o Brasil. Esta tese foi desenvolvida dentro do Programa de Pós-Graduação em Antropologia Social da UFAM sob a orientação do professor Gilton Mendes dos Santos.

## Principais obras
- Barreto, J. P. L. ; Mendes, G. a Volta Da Cobra Canoa: Em Busca De Uma Antropologia Indígena. Revista de Antropologia, São Paulo, v. 60, P. 84-98, 2017.
- Barreto, J. P. L. ; Mendes, G. . Des Hommes Et Des Poissons? Une Autre Anthropologie. Les Temps Modernes (Paris. 1945), v. 70, P. 158-173, 2015.
- Barreto, J. P. L. Um Branco Wai-Mahsu Na Cosmologia Tukano. In: Lívia Raponi. (Org.). A Única Vida Possível: Itinerários de Ermanno Stradelli. 1.ed.São Paulo: Editora Unesp, 2016, v. 1, P. 195-208.
- Barreto, J. P. L. . Im Palast Der Toten. In: Herzog-Schröder, G. (Org.). Im Palast Der Toten. 1.ed. Munique: Museum Fünf Kontinente, 2014, v. 01, P. 51-62.
- Barreto, J. P. L. . Os Seres E as Espécies Aquáticas: Alguns Aspectos Da Teoria Tukano Sobre Humanidade E Animalidade. In: Amoroso, M. & Mendes Dos Santos. (Org.). 1.ed. São Paulo: Terceiro Nome, 2013, v. 01, P. 127-142.

## Entrevistas
- "O homem que quer levar a medicina indígena para todo o mundo". Gustavo Faleiros - InfoAmazónia. Julho 20, 2017. Brasil.
- "Entrevista com João Paulo Barreto" Luis Gonçalves - Arte da Cena. 2018.
- "Provas imateriais: experimentos entre a ciência e formas de conhecer indígenas” José Agnello Alves Dias de Andrade - USP, Angélica Maia Vieira - UFAM. Dezembro 2011.

- "João Paulo Barreto Conte Sua História" João Paulo Barreto - Centro de Memória Digital do MPF/AM.